# Ciao Sabrina (The Lost Original Tape)
Ciao Sabrina (The Lost Original Tape) è un album incluso nella versione deluxe della raccolta Le mitiche sigle TV di Enzo Draghi. Successivamente alcune copie dell'album sono state rese disponibili anche singolarmente. 

## Il disco
L'album monografico raccoglie tutte le canzoni interne dell'anime omonimo. L'opera non è stata resa disponibile per il tradizionale circuito di vendita ma è stato disponibile agli iscritti al gruppo Facebook dell'artista e tramite un sovrapprezzo al pubblico esterno. Parte del ricavato è stato destinato, nell'ambito della manifestazione denominata 'Anime di Cuore', coordinata da RCO EUROPE e dall'associazione A ME MI... Onlus alle associazioni Gasla di Milano e LEGA ITALIANA FIBROSI CISTICA LOMBARDIA Onlus.

## Tracce
Nelle note è indicato il titolo originale e quello italiano.
CD1
Edizioni musicali EMI Music Japan.
1. Nadia Biondini – Half of Tears (Mezza lacrima [Namida no Hanbun]) – 4:26 (testo: Shun Taguchi, Orlandi – musica: Kyohei Tsutsumi)
2. Paola Tovaglia – Unchained Heart – 3:58 (testo: Shinji Moriyama, Orlandi – musica: Takashi Tsutsumi)
3. Enzo Draghi e Paola Tovaglia – Rolling Night – 3:28 (testo: Asaki, Orlandi – musica: Keiji Katayama)
4. Nadia Biondini – Locomotion Dream – 4:19 (testo: Shun Taguchi, Orlandi – musica: Kyohei Tsutsumi)
5. Paola Tovaglia – Rainy Highway (Tornerà il sereno anche per me [Ame no Highway]) – 4:27 (testo: Shinji Moriyama, Orlandi – musica: Takashi Tsushimi)
6. Paola Tovaglia – Precious Days (Precious Day [Precious Days]) – 4:42 (testo: Shinji Moriyama, Orlandi – musica: Takashi Tsushimi)
7. Nadia Biondini – I love you (Amore, amore mio [Suki Yo]) – 4:14 (testo: Takashi Matsumoto, Orlandi – musica: Kyohei Tsutsumi)
8. Enzo Draghi – Warrior – 3:49 (testo: Kaoru Asaki, Orlandi – musica: Keiji Katayama)
9. Paola Tovaglia – True Love – 3:30 (testo: Shinji Moriyama, Orlandi – musica: Takashi Tsushimi)
10. Enzo Draghi – Midnight City – 3:48 (testo: Kyouko Hoshino, Orlandi – musica: Kazuya Izumi)
11. Nadia Biondini – May Be Dream – 5:13 (testo: Kazuki Matsumoto, Orlandi – musica: Kyohei Tsutsumi)

CD2
Edizioni musicali EMI Music Japan.
1. Nadia Biondini – I'm a Breeze (Come una brezza mi sento [Watashi wa Soyokaze]) – 4:01 (testo: Takashi Matsumoto, Orlandi – musica: Kyohei Tsutsumi)
2. Nadia Biondini – Seriousness (Sincerità [Honki]) – 3:16 (testo: Takashi Matsumoto, Orlandi – musica: Kyohei Tsutsumi)
3. Enzo Draghi – Blue Moon – 4:06 (testo: Kyouko Hoshino, Orlandi – musica: Kazuya Izumi)
4. Nadia Biondini – Take me (Portami via [Tsurette]) – 4:02 (testo: Shun Taguchi, Orlandi – musica: Kyohei Tsutsumi)
5. Paola Tovaglia – Gloria – 3:44 (testo: Kaoru Asaki, Orlandi – musica: Kazuya Izumi)
6. Enzo Draghi – Heartbreak Tonight ([Sayonara no Natsu]) – 4:16 (testo: Kaoru Asaki, Orlandi – musica: Kazuya Izumi)
7. Nadia Biondini – Process (L'idea che ho) – 3:57 (testo: Masaya Ozeki, Orlandi – musica: Ken Sato)
8. Paola Tovaglia – My Song for You (Io canterò per te) – 4:33 (testo: Kaoru Asaki, Orlandi – musica: Kazuya Izumi)
9. Nadia Biondini – Next (Qualcosa in me sta cambiando) – 3:52 (testo: Takashi Matsumoto, Orlandi – musica: Kyohei Tsutsumi)
10. Nadia Biondini – The Legend of Garnet (Ma che magia! [Garnet Densetsu]) – 3:51 (testo: Masaya Ozeki, Orlandi – musica: Ryo Kawakami)
11. Enzo Draghi – Bay-Side Junction – 3:59 (testo: Kaoru Asaki, Orlandi – musica: Kazuya Izumi)